# Celeus spectabilis
Celeus spectabilis е вид птица от семейство Picidae.

## Разпространение
Видът е разпространен в Боливия, Бразилия, Еквадор и Перу.